# Carsen Edwards
Carsen Cade Edwards (Houston, Texas, 12 de marzo de 1998) es un baloncestista estadounidense que pertenece a la plantilla del Virtus Bolonia Serie A italiana. Con 1,80 metros de estatura, ocupa la posición de base.

## Trayectoria deportiva

### High School
Asistió en su etapa de secundaria al Atascocita High School de Atascocita, Texas, donde en sus primeros años fue miembro de los equipos de baloncesto y de fútbol americano. Ya en su temporada júnior se centró en el baloncesto, promediando 23,6 puntos, 4,9 asistencias and 4,9 rebotes por partido, siendo elegido Jugador del Año por el Houston Chronicle. Ya en su temporada sénior promedió 26,3 puntos, 5,1 asistencias  y 4,9 rebotes por encuentro.

### Universidad

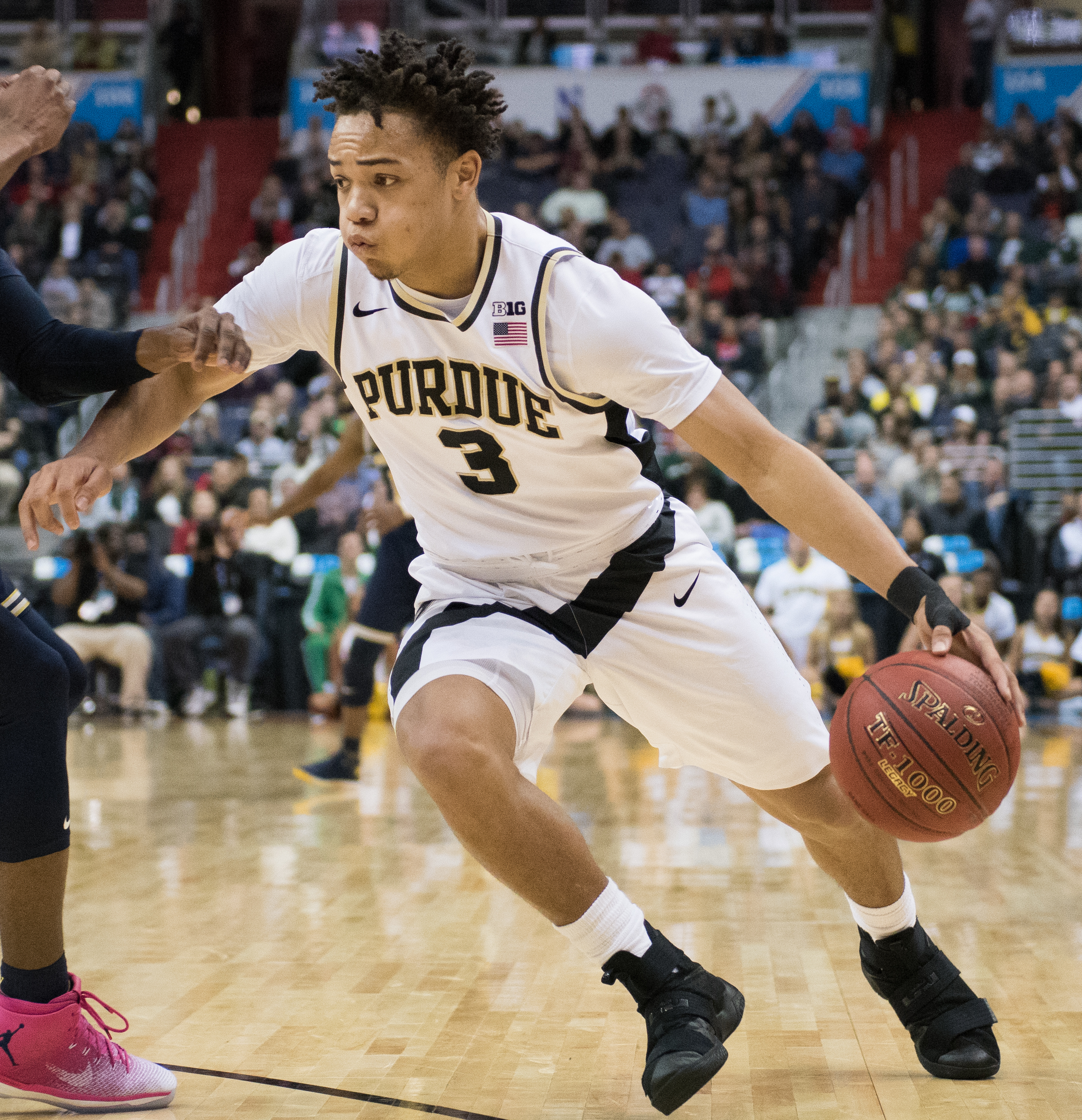
Carsen Edwards con Purdue en 2017.

Jugó tres temporadas con los Boilermakers de la Universidad de Purdue, en las que promedió 17,8 puntos, 3,4 rebotes, 2,5 asistencias y 1,2 robos de balón por partido. En su segunda temporada, además de ser incluido en el mejor quinteto de la Big Ten Conference por los entrenadores y la prensa especializada, fue galardonado con el Premio Jerry West al mejor escolta de la División I de la NCAA, e incluido en el segundo equipo All-American de la NABC y en el tercero de Sporting News y Associated Press.
Ya en su tercera temporada fue de nuevo incluido en el mejor quinteto de la Big Ten Conference y además apareció en la lista del segundo equipo All-American consensuado. Tras la derrota de su equipo en el Torneo de la División I de Baloncesto Masculino de la NCAA de 2019, anunció su intención de renunciar a su último año de universidad y presentarse al Draft de la NBA.

#### Estadísticas
| Año     | Equipo | PJ  | PT | MPP  | %TC  | %3P  | %TL  | RPP | APP | ROB | TPP | PPP  |
| ------- | ------ | --- | -- | ---- | ---- | ---- | ---- | --- | --- | --- | --- | ---- |
| 2016–17 | Purdue | 35  | 21 | 23.2 | .382 | .340 | .743 | 2.6 | 1.8 | 1.0 | .1  | 10.3 |
| 2017–18 | Purdue | 37  | 37 | 29.5 | .458 | .406 | .824 | 3.8 | 2.8 | 1.1 | .2  | 18.5 |
| 2018–19 | Purdue | 36  | 36 | 35.4 | .393 | .355 | .837 | 3.6 | 2.9 | 1.3 | .3  | 24.3 |
| Total   | Total  | 108 | 94 | 29.4 | .412 | .368 | .817 | 3.4 | 2.5 | 1.2 | .2  | 17.8 |

### Profesional

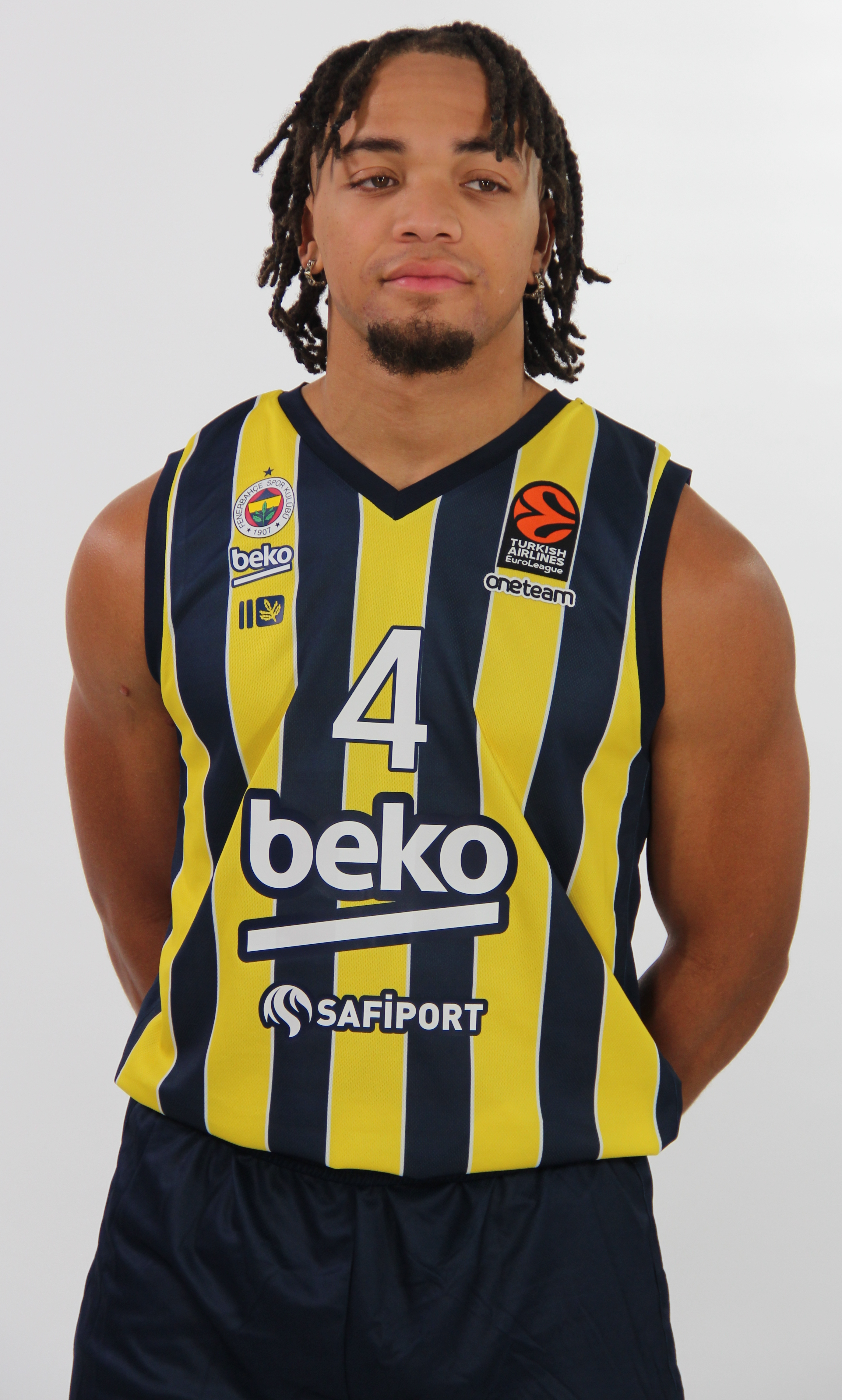
Carsen Edwards con Fenerbahçe Basketbol en 2022.

Fue elegido en la trigésimo tercera posición del Draft de la NBA de 2019 por Philadelphia 76ers, pero fue traspasado posteriormente a los Boston Celtics. En su primera temporada disputó 37 partidos, estando asignado buena parte de la misma al filial de la G League, los Maine Red Claws.
Tras dos temporadas en Boston, el 3 de septiembre de 2021, es traspasado junto a Kris Dunn a Memphis Grizzlies, a cambio de Juancho Hernangómez. Pero el 23 de septiembre es cortado por los Grizzlies. El 6 de noviembre firma con los Salt Lake City Stars de la G League. Tras 31 encuentros, lideró la G League en anotación, con 26,7 puntos en 35,9 minutos por partido.
El 3 de abril de 2022 firma dos años de contrato con los Detroit Pistons. Debutando esa misma noche ante Indiana Pacers, anotando 13 puntos y repartiendo 9 asistencias. Al término de la temporada, el 28 de junio, es cortado por los Pistons.
El 31 de julio de 2022 el Fenerbahçe Basketbol turco hizo pública su incorporación a su plantilla.
En julio de 2023 firma por el Bayern de Múnich de la Basketball Bundesliga.
El 11 de julio de 2025 firma por el Virtus Bolonia Serie A italiana.

## Estadísticas de su carrera en la NBA

### Temporada regular
| Año     | Equipo  | PJ | PT | MPP  | %TC  | %3P  | %TL   | RPP | APP | ROB | TPP | PPP |
| ------- | ------- | -- | -- | ---- | ---- | ---- | ----- | --- | --- | --- | --- | --- |
| 2019-20 | Boston  | 37 | 0  | 9.5  | .328 | .316 | .684  | 1.3 | .6  | .3  | .1  | 3.3 |
| 2020-21 | Boston  | 31 | 1  | 8.9  | .423 | .286 | .846  | .8  | .5  | .2  | .0  | 4.0 |
| 2021-22 | Detroit | 4  | 0  | 19.8 | .300 | .250 | 1.000 | 1.5 | 3.5 | .5  | .0  | 5.8 |
| Total   | Total   | 72 | 1  | 9.8  | .364 | .297 | .758  | 1.1 | .7  | .3  | .1  | 3.7 |

### Playoffs
| Año   | Equipo | PJ | PT | MPP | %TC  | %3P  | %TL | RPP | APP | ROB | TPP | PPP |
| ----- | ------ | -- | -- | --- | ---- | ---- | --- | --- | --- | --- | --- | --- |
| 2020  | Boston | 1  | 0  | 3.5 | -    | -    | -   | 1.0 | .0  | .0  | .0  | .0  |
| 2021  | Boston | 2  | 0  | 2.7 | .667 | .500 | -   | .5  | .0  | .0  | .0  | 3.5 |
| Total | Total  | 3  | 0  | 2.7 | .667 | .500 | -   | .7  | .0  | .0  | .0  | 1.7 |